# Morgue pleine
Morgue pleine est le quatrième roman policier de Jean-Patrick Manchette, publié en 1973, après L'Affaire N'Gustro (1971), Ô dingos, ô châteaux ! et Nada (1972).

## Résumé
Eugène Tarpon a quitté la gendarmerie après avoir tué un manifestant. Il a ouvert un cabinet de détective privé à Paris, dans le quartier des Halles, et depuis des mois n'a pas reçu la visite du moindre client : il s'est décidé à mettre la clef sous la porte pour retourner vivre avec sa mère dans un petit village d'Auvergne, quand il reçoit la visite d'un ex-collègue reconverti dans la formation d'agents de sécurité pour les entreprises confrontées à mouvements sociaux, et qui lui propose de le rejoindre pour encadrer des équipes de briseurs de grèves. Écœuré, Tarpon le met à la porte et entreprend de se saouler méthodiquement la gueule au Ricard. Il reçoit alors une deuxième visite : un musicien plutôt sympathique qui a ouvert une boîte de jazz et qui se trouve aux prises avec des racketteurs. À la fois énervé par la candeur du jeune homme et honteux de sa propre médiocrité, Tarpon l'expulse manu militari de son cabinet et tombe dans un sommeil comateux dont il est tiré par une troisième visite : cette fois, c'est une très jolie jeune femme au nom étrange - elle dit s'appeler Memphis Charles - qui réclame son aide. Sa colocataire a été égorgée et elle refuse d'aller voir la police de peur d'être suspectée.
Tarpon mènera l'enquête, malgré lui ; un journaliste à la retraite, Heymann, lui apportera son aide, et l'amitié qui se noue entre les deux hommes est à peu près la seule note d'optimisme dans une histoire embrouillée peuplée principalement de crapules et d'imbéciles.

## Morgue Pleineparmi l'œuvre de Manchette
Morgue Pleine est la première aventure de l'enquêteur Eugène Tarpon, que l'on retrouvera dans Que d'Os !. Écrit à la première personne du singulier, rempli d'un humour auquel Manchette n'a guère accoutumé ses lecteurs, Morgue Pleine est très éloigné du style behavioriste de ses romans les plus célèbres, comme Nada ou  La position du Tireur Couché.  Par son style (la narration subjective), son intrigue aux rebondissements multiples et parfois burlesques, Morgue Pleine ressemble en fait à une version bouffonne et dégradée des polars "hard-boiled" à la façon de Dashiell Hammett : l'enquête chaotique et hasardeuse d'un détective malchanceux qui ne croit plus à grand chose.

## Édition
En 1973, chez Gallimard dans la collection Série noire avec le no 1575.  (ISBN 2070496317)

## Rééditions
- En 1984, chez Gallimard dans la collection Carré noir avec le no 511 sous le titre Polar.  (ISBN 2-070-43511-3)
- En 1988, dans la collection Folio avec le no 1933.  (ISBN 2-070-37933-7)
- En 1999, dans la collection Folio policier avec le no 89.  (ISBN 2-070-40831-0)

## Adaptation au cinéma
Il a été adapté au cinéma sous le titre Polar par Jacques Bral en 1983 avec Jean-François Balmer dans le rôle d'Eugène Tarpon.